# Вайи-сюр-Эн (кантон)
Вайи-сюр-Эн (фр. Vailly-sur-Aisne) — упраздненный кантон во Франции, регион Пикардия. Департамент кантона — Эна. Входил в состав округа Суасон. Население кантона на 2011 год составляло 10 163 человека.
Код INSEE кантона — 0232. Всего в кантон Вайи-сюр-Эн входило 26 коммун, из них главной являлась Вайи-сюр-Эн.

## Коммуны кантона
В состав кантона входят коммуны (население по данным Национального института статистики за 2011 г.):
- Альман — население 178 чел.
- Брей — население 121 чел.
- Бюси-ле-Лон — население 1 940 чел.
- Вайи-сюр-Эн — население 2 073 чел.
- Водсон — население 256 чел.
- Вреньи — население 90 чел.
- Вюйери — население 35 чел.
- Кламси — население 222 чел.
- Конде-сюр-Эн — население 417 чел.
- Лаффо — население 147 чел.
- Марживаль — население 336 чел.
- Мисси-сюр-Эн — население 682 чел.
- Нантёй-ла-Фос — население 157 чел.
- Нёвиль-сюр-Марживаль — население 122 чел.
- Остель — население 80 чел.
- Парньи-Филен — население 239 чел.
- Понт-Арси — население 129 чел.
- Санси-ле-Шмино — население 111 чел.
- Сель-сюр-Эн — население 252 чел.
- Супир — население 296 чел.
- Терни-Сорни — население 309 чел.
- Филен — население 135 чел.
- Шавиньон — население 760 чел.
- Шавон — население 191 чел.
- Шивр-Валь — население 584 чел.
- Эзи-Жуи — население 301 чел.

## Экономика
Структура занятости населения:
- сельское хозяйство — 7,1 %
- промышленность — 27,0 %
- строительство — 11,0 %
- торговля, транспорт и сфера услуг — 35,6 %
- государственные и муниципальные службы — 19,3 %

## Политика
На президентских выборах 2012 г. жители кантона отдали в 1-м туре 29,2 % голосов Марин Ле Пен против 25,1 % у Франсуа Олланда и 23,1 % у Николя Саркози, во 2-м туре в кантоне победил Олланд, получивший 50,7 % (2007 г. 1 тур: Саркози — 28,1 %, Сеголен Руаяль — 20,9 %; 2 тур: Саркози — 55,5 %). На выборах в Национальное собрание в 2012 г. по 5-му избирательному округу департамента Эна они в 1-м туре отдали незначительное большинство голосов — 29,7 % — действующему депутату, кандидату партии Союз за народное движение Изабель Вассёр, но во 2-м туре в кантоне победил единый кандидат левых Жак Крабаль, получивший 43,7 % голосов (из трех кандидатов).
|  | Кандидат     | Партия                  | % голосов |
|  | ------------ | ----------------------- | --------- |
|  | Анник Вене   | Прочие правые           | 55,80     |
|  | Арно Баттфор | Социалистическая партия | 44,20     |

|  | Кандидат        | Партия                  | % голосов |
|  | --------------- | ----------------------- | --------- |
|  | Анник Вене      | Прочие правые           | 45,88     |
|  | Арно Баттфор    | Социалистическая партия | 39,22     |
|  | Антуанетта Жаке | Национальный фронт      | 14,90     |